# Eddy Snelders
 (novembre 2013).
Si vous disposez d'ouvrages ou d'articles de référence ou si vous connaissez des sites web de qualité traitant du thème abordé ici, merci de compléter l'article en donnant les références utiles à sa vérifiabilité et en les liant à la section « Notes et références ».
Edward Snelders (plus connu sous le nom d'Eddy Snelders) (Anvers, 9 avril 1959) est un ancien joueur professionnel belge de football. Il est le fils de René Snelders et le père des joueurs Kristof et Philippe Snelders.

## Carrière
Eddy Snelders débute sa longue carrière professionnelle dans les rangs de l'Antwerp, lors de la saison 1975-1976. Il est alors âgé d'à peine 17 ans. Evoluant dans le secteur médian, mais aussi en défense, il devient une des valeurs sûres du "Great Old".
En 1980, Snelders est transféré à Lokeren avec lequel il termine vice-champion, neuf points derrière Anderlecht et finaliste de la Coupe de Belgique (défaite contre le Standard, 4-0).
Au terme de deux saisons, il part au Lierse où cette fois il connaît la lutte contre la relégation. Le talent de Snelders lui permet de rebondir et d'obtenir un transfert au Standard de Liège. Le club liégeois est double champion en titre, mais commence la période la plus difficile de son Histoire après le scandale de Waterschei. Très régulièrement titulaire, Snelders aide le club mosan à garder la tête hors de l'eau et à décrocher une belle 3e place en 1986.
Snelders décide alors d'émigrer vers l'autre côté du pays, en Flandre occidentale au KV Kortrijk. Étant un des joueurs les plus importants de l'effectif, Snelders permet au club flandrien d'être une solide équipe de milieu de tableau. 
Alors âgé de 30 ans, le médian décide de retourner dans sa région anversoise natale, plus exactement au K. FC Germinal Ekeren récemment promu en Division 1. En 1990, Snelders dispute une nouvelle finale de la Coupe, mais s'incline contre le R. FC Liégeois (2-1).
Après cinq saisons à Ekeren, Snelders passe pour la seconde fois au Lierse, dix ans après l'avoir quitté. Il devient rapidement capitaine de la sélection lierroise qui propose une jeune génération prometteuse. Celle-ci devient d'ailleurs championne de Belgique en 1997, sous la conduite d'Eric Gerets. Mais Snelders n'en est pas car il est retourné au Germinal à la fin de la saison 1995-1996.
1996-1997 est la dernière saison d'Eddy Snelders. Il ne prend part qu'à dix matches de championnat avec le K. FC Germinal Ekeren. Le club remporte la Coupe de Belgique en battant Anderlecht lors d'une finale à rebondissements (4-2, après prolongation). Snelders n'est pas repris dans l'effectif aligné.

### Record de participations en Division 1
Avec 594 matches joués en D1 belge, Eddy Snelders est classé troisième de ce classement particulier derrière Willy Wellens et le recordman absolu Raymond Mommens.

## International
Auteur d'une excellente saison en 1980-1981, Eddy Snelders est sélectionné en équipe nationale, en octobre 1981. Les Diables Rouges s'inclinent (3-0) à Rotterdam contre les Pays-Bas, dans le cadre des éliminatoires de la Coupe du monde 1982 pour laquelle la Belgique a déjà décroché sa qualification. Titulaire, Snelders cède sa place après 63 minutes à Gérard Plessers.
E. Snelders est à nouveau sélectionné en septembre 1984 pour une rencontre amicale contre l'Argentine à Sclessin. Réserviste, il ne monte pas au jeu lors de cette défaite (0-2).

## Après carrière
Après sa carrière de joueur, Eddy Snelders occupe un moment la fonction d'entraîneur-adjoint auprès de équipe nationale belge. 
Il est régulièrement appelé comme consultant sur les ondes de l'excellente radio du service public néerlandophone "Sporza Radio".
En décembre 2023, il est arrêté pour des faits d'exhibitionnisme,.